# País de Born
El País del Born (Lo País de Bòrn, en gascón) es un pequeño territorio litoral del norte del departamento francés de las Landas que cuenta con 14 comunas.

### Etimología
Probablemente derivado de Gascon bòrna: límite (derivado del latín vulgar bodina, botina: árbol de límites).

### Geografía
El País del Born limita al norte con el País de Buch, al este con Haute-Lande, al sur con Marensin, al oeste con el Océano Atlántico. Tiene forma de trapecio cuyas bases están delimitadas por:
- Costa oeste: Biscarrosse-Plage al norte y la Courant de Contis, en la localidad de Saint-Julien-en-Born al sur, separadas unos 40 km
- Costa este : Sanguinet al norte y Lévignacq al sur, separados unos 55 km
- el océano y Haute Lande están a unos 20 km  de distancia

Su población, de 39 617 habitantes (2008) fuera de temporada, aumenta a más de 100 000 habitantes durante la temporada estival. Sus principales localidades son Mimizan, Parentis-en-Born y Biscarrosse.

### Comunas
- Sanguinet
- Biscarrosse (Pueblo y Playa)
- Parentis-en-Born (asiento de condado)
- Ychoux
- luz
- Gastés
- Sainte-Eulalie-en-Born
- Pontenx les Forges
- Saint-Paul-en-Born
- Aureilhan
- Mimizan (asiento de condado)
- Inclinación
- Mezos
- Saint-Julien-en-Born (Bourg y Contis)
- Léignacq
- Uza

### Paisajes
Combina tres tipos de paisajes:
- en la costa, hay orillas de arena fina, bordeadas de olas seductoras para los surfistas. En 1905, los promotores del turismo de la Belle Époque se detuvieron en Mimizan, donde Maurice Martin anunció la creación de la Côte d'Argent.
- es también un país de vastos estanques, como el de Cazaux-Sanguinet, de Parentis-Biscarrosse, de Aureilhan, de Malloueyre. Estuvieron cerrados al mar en tiempos históricos, como lo demuestra el yacimiento arqueológico de Losa en Sanguinet. Las corrientes de las Landas son pequeños ríos costeros que sirven de desembocadura al Mar Grana (Océano Atlántico).
- el bosque, compartido entre el llamado bosque de protección, ubicado inmediatamente detrás de las dunas y el llamado bosque de producción, en su mayoría privado, ubicado en el área interior, plantado principalmente en el siglo XIX en el marco de la ley del 19 de junio de 1857 relativa al saneamiento y al cultivo de las Landas de Gascuña.

Lettes y crastes marcan la topografía de la región. Los mayores siempre hablan de «la montanha», estas antiguas dunas boscosas donde hoy se ubica el bosque usado.

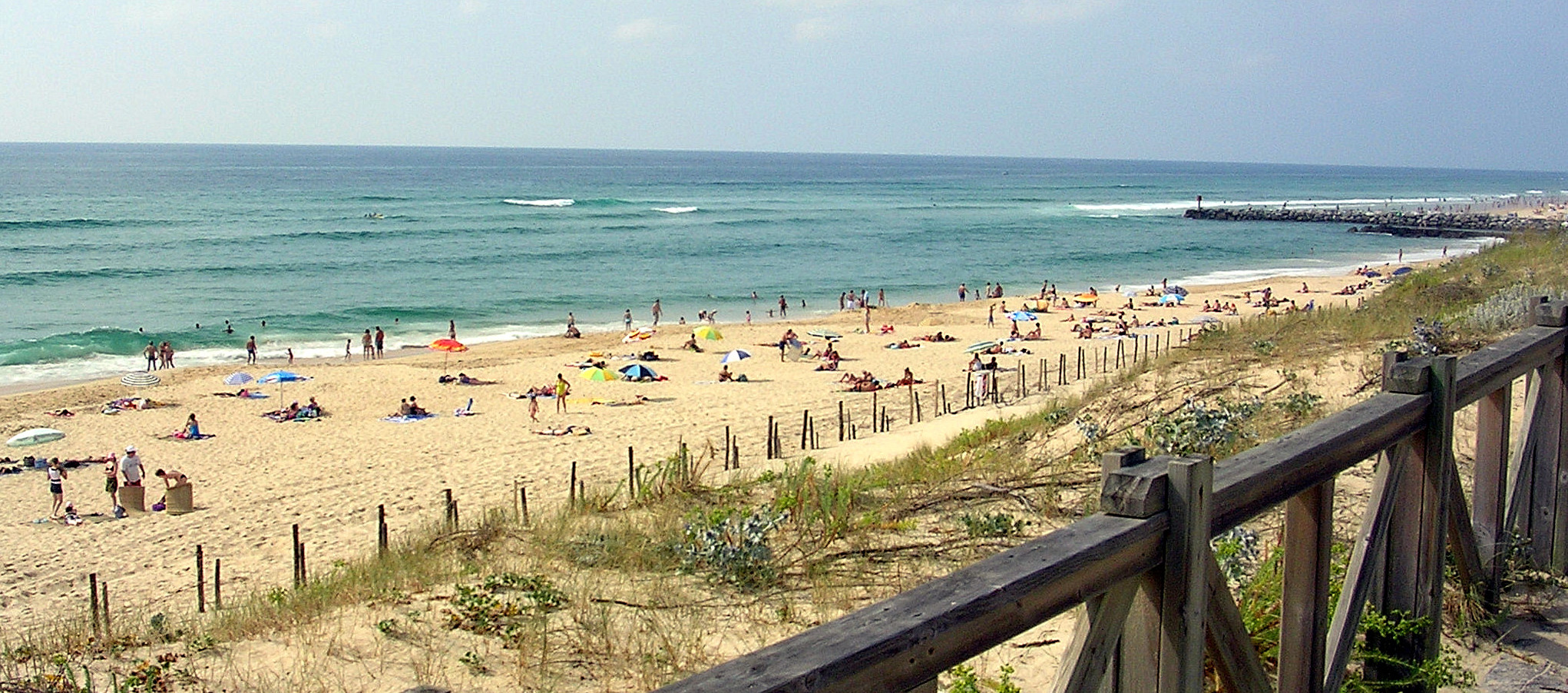
Playas y turismo termal
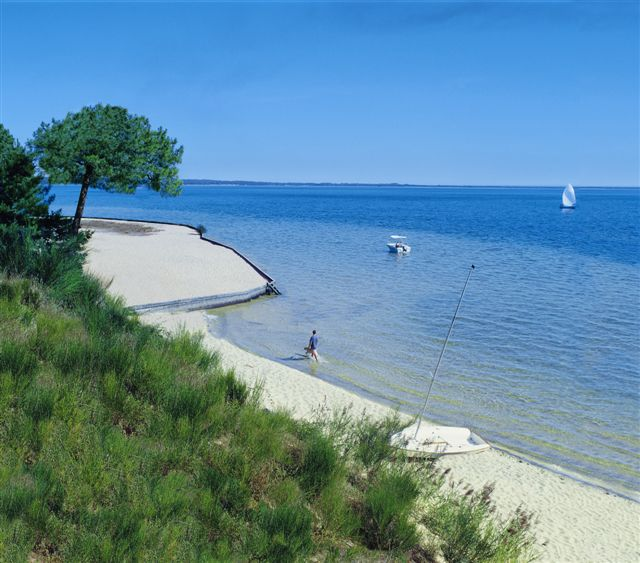
Lac de Biscarrosse

## Historia
Sólo disponemos de un reducido número de fuentes escritas sobre los nombres de los pueblos que poblaron el país de Born y el país de Buch. Su examen permite darse cuenta de la dificultad que plantea la búsqueda de su nombre: Boiates o Boiens.
Solo a partir de la segunda Edad del Hierro es posible nombrar y, en ocasiones, ubicar a las tribus dispersas por el territorio de las Landas. Los Boïates del Bassin d'Arcachon también ocuparon tierras en el País de Born, quizás hasta Aureilhan. Otras fuentes indican la presencia de Cocosates, pueblo de Aquitania, en la época de la Pax Romana.
Estos manantiales, todos de época romana, son de diferentes tipos: textos literarios, inscripciones grabadas, documentos administrativos e itinerarios viales (Itinerario de Antonino de finales del siglo III). Historiadores y geógrafos coinciden en señalar la existencia de un pueblo originario, distinto del pueblo celta por la raza y la lengua (próximo al vasco contemporáneo).

### Economía galo-romana
El País de Born vivió el paso de los romanos. Situado en la vía romana litoral que unía Burdeos (Burdigala) con Dax (Aquae Tarbellicae), como demuestra la mención de Segosa en el Itinerario de Antonino, el pagus de Born se beneficia de un flujo comercial Norte-Sur negociando sus propios recursos, en particular los productos resineros.
Los aquitanos, vecinos del océano, viven principalmente de la pesca y la caza, cultivando principalmente mijo y centeno debido a la ligereza y pobreza del suelo. Practican la cría de cerdos, reses y corderos, y extraen sal del océano. Este preciado bien es sin duda objeto de intercambio para la población y se puede suponer la existencia de un verdadero comercio en la región.
La cultura de la vid también desempeñó un papel importante en la economía de la época galo-romana. Se instala por doquier e introduce el vino que se consume localmente. Los demás recursos provienen principalmente de la artesanía, la fabricación de objetos de uso cotidiano, herramientas, clavos, broches y productos resinosos elaborados con pino.
De hecho, la resina se extrae desde época muy anterior, y se consume bien directamente para sellar recipientes, bien para iluminación, bien en enología mezclándola con vino para obtener el preciado vino”resinado". También puede transformarse en brea y esto de forma casi industrial, aun siendo objeto de comercio, dadas las cantidades que se producen. La brea gruesa (alquitrán) tiene múltiples aplicaciones: se utiliza en la marina para calafatear barcos, incluidas velas y cabos. También se utiliza en la farmacopea en forma de cataplasma, emplasto, ungüento.

### Edad Media y Antiguo Régimen
Las sauvetés, como el de Mimizan, se sitúan desde XI XI siglo bajo la autoridad de la Abadía de Saint-Sever. Atraen y asientan poblaciones en estas tierras difíciles a cambio de ciertas ventajas. Gestionan el flujo de peregrinos a Santiago de Compostela por la ruta de Soulac.
Los restos de siete túmulos del castillo, incluido el del Tuc de Houns, se han encontrado en el País de Born.
El país del Born entra en el patrimonio de la Maison d'Albret a través de Mathe d'Albret. Al comienzo de la Guerra de los Cien Años, a fines de 1337 o principios de 1338, Mathe de Albret concluyó un acuerdo con el rey de Inglaterra Eduardo III, duque de Aquitania. Ella le cedió la custodia de sus señoríos de Gensac, Miremont (lugar probablemente ubicado en el señorío de Gensac), Castelmoron y Montcuq (municipio de Pomport) durante la guerra, reservándose el usufructo. Ella le da los señoríos de Bergerac (que de hecho no posee) y Montignac. Recibió a cambio los señoríos de Montendre, Condat (señorío en el actual municipio de Libourne), Labouheyre, el país de Brassenx, el prebostazgo de Born y Mimizan, en posesión perpetua. Este acuerdo es particularmente beneficioso para Bernard Ezi d'Albret, quien, a la muerte de su hermana Mathe, es su heredero y recupera así tierras cercanas a su señorío de Labrit, como la prefectura de Born.
Hacia 1500, el prebostazgo del Born, puesto bajo la dependencia de la casa de Albret, incluía las doce parroquias de Aureilhan, Biscarrosse, Gastes, Lévignac, Mézos, Mimizan, Parentis-en-Born, Pontenx-les-Forges, Sainte-Eulalie, Saint-Julien, Saint-Paul, Sanguinet. Bias y Uza se unen a él más tarde. A nivel judicial, el preboste del Born se divide en tres territorios, cuyas sedes se encuentran en Mimizan, Saint-Paul y Saint-Julien. En el plano religioso, la dirección episcopal del Born está en Burdeos hasta 1789. Un edicto de 1749 suprime todos los prebostes, pero el nombre, sin embargo, persiste hasta la revolución francesa.
La división administrativa del Born se modificó en 1790. El departamento se divide en 4 distritos, los de Mont-de-Marsan, Dax, Saint-Sever y Tartas. El país del Born está unido al distrito de Tartas y la capital designada es Parentis-en-Born. El cantón de Parentis tiene 11 municipios (Aureillan, Bias, Biscarrosse, Bouricos (adjunto a Pontenx les forges), Gastes, Mimizan, Pontenx, Saint-Paul, Sainte-Eulalie, Sanguinet y Parentis-en-Born).

### Sitios arqueológicos
- El fanum de Losa (12x10 m) es un yacimiento arqueológico sublacustre situado bajo las aguas del estanque de Sanguinet. Los muros de 45 cm  de espesor están hechos de bloques de garluche. Diversos elementos arqueológicos indican un período de uso bastante largo, entre los siglos II y III d. C. El abandono del fanum podría estar relacionado con la aparición del cristianismo en el siglo IV.

- A pesar de las difíciles condiciones de observación debido al lodo y las algas, se descubrió un hábitat de la segunda Edad del Hierro en el lago de Biscarrosse a una profundidad de 15 metros: el sitio de Pendelle. Situado sobre un eje de comunicación Norte-Sur, este hábitat se caracteriza por un recinto de piedra de forma ovoide con una superficie aproximada de 11 000 m2.

- Túmulos funerarios de Mimizan : se han localizado varias necrópolis protohistóricas alrededor de Mimizan. Generalmente consisten en un conjunto de túmulos espaciados unas pocas decenas de metros entre sí. La excavación de uno de ellos (Louroun) reveló dos tumbas funerarias. Durante el rito funerario, el cuerpo se quema en una hoguera, los huesos carbonizados se recogen cuidadosamente y se colocan después de lavarlos en una urna funeraria de terracota. Las ofrendas (adornos, objetos, alimentos) también se queman con el cuerpo. Luego se coloca la urna en un montículo de tierra.[4]

- Segosa, mutatio en la vía romana litoral que unía Burdeos con Dax en la Antigüedad.[4]

### Peregrinación y religión
La ruta entre Arcachon y Bayona es muy antigua. Ya conocida por los celtas antes de la era cristiana y prestada en la Edad Media por los peregrinos a Santiago de Compostela, fue la calzada romana que luego se llamó Camin Arriaou. Sirve una sucesión de país » de la antigua tradición de las Landas: País de Born, Marensin, Maremne, Seignanx.

Hoy, la parroquia de Saint-Joseph-du-Born es la más grande de la costa de las Landas. Incluye las iglesias de Saint-Michel de Bias, Saint-Julien de Saint-Julien-en-Born, Saint-Louis d'Uza, Saint-Jean-Baptiste de Mézos Sainte-Eulalie de Sainte-Eulalie-en-Born, Sainte Ruffine de Aureilhan, Nuestra Señora de la Asunción de Mimizan-Bourg, Nuestra Señora de las Dunas de Mimizan-Plage, de Saint-Paul-en-Born, Sainte-Madeleine de Contis, Saint-Jean-Baptiste de Bouricos, Saint-Martin de Pontenx-les-Forges.

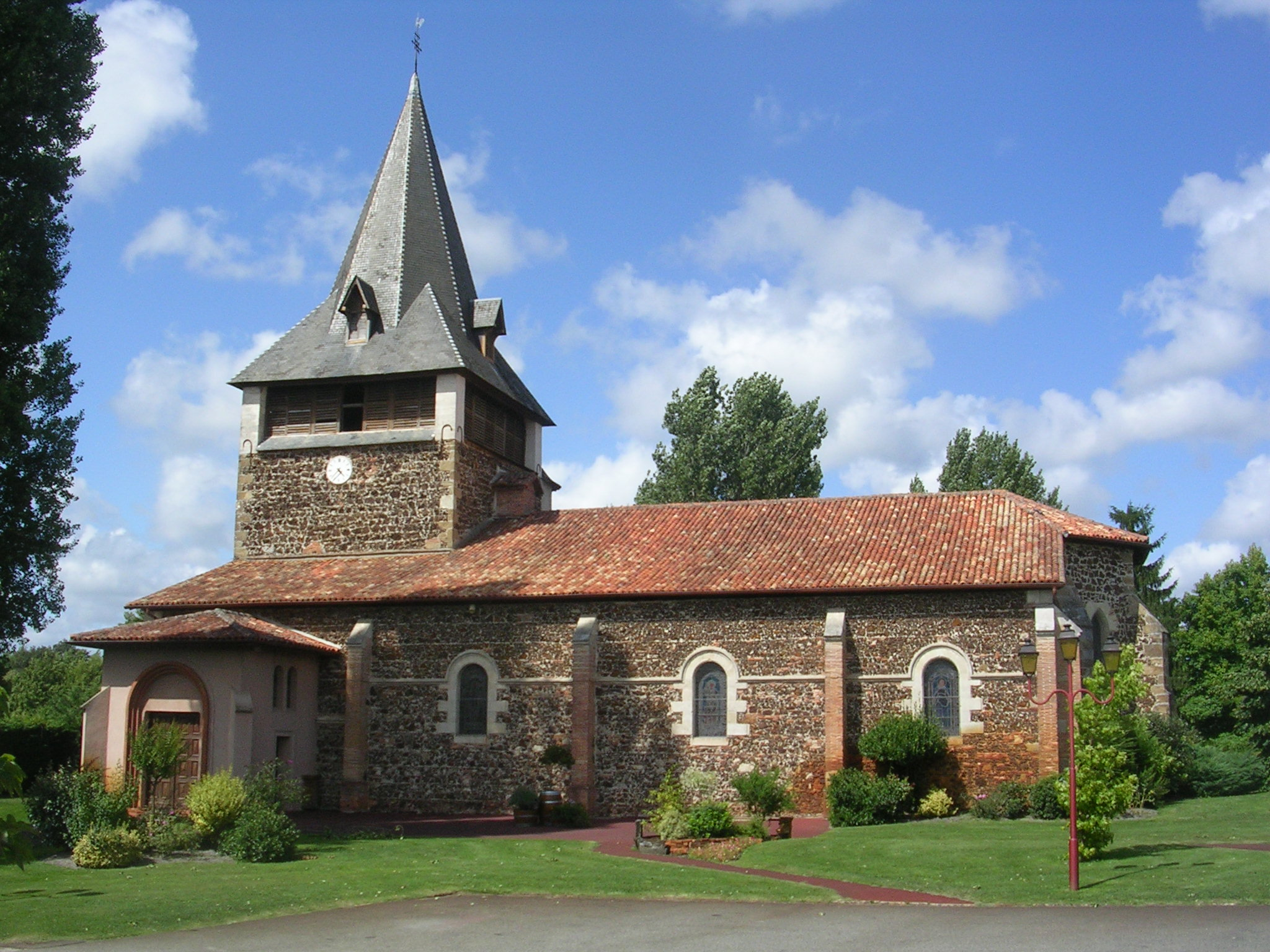
Iglesia de Pontenx-les-Forges construida con garluche
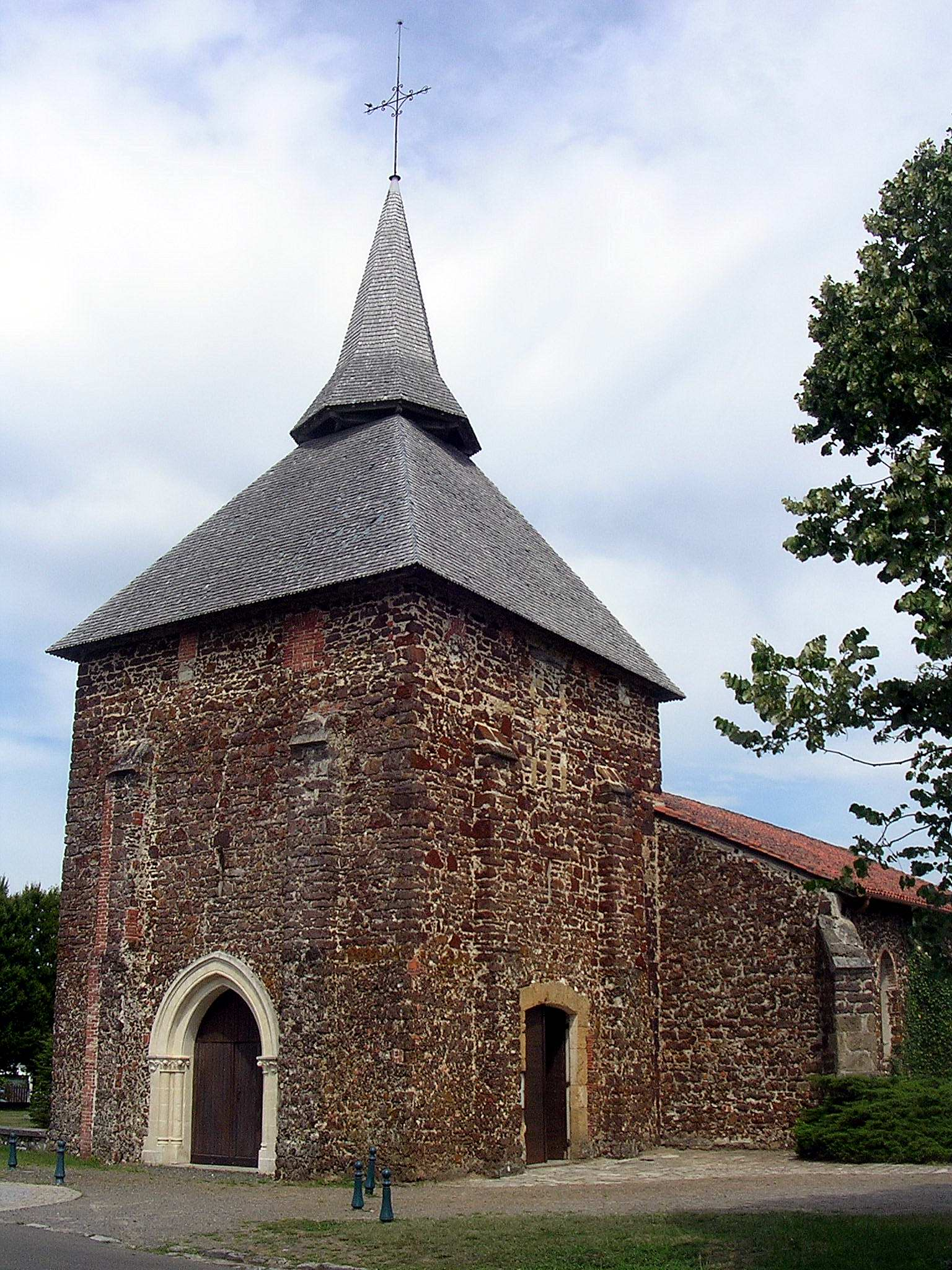
Iglesia de Mézos
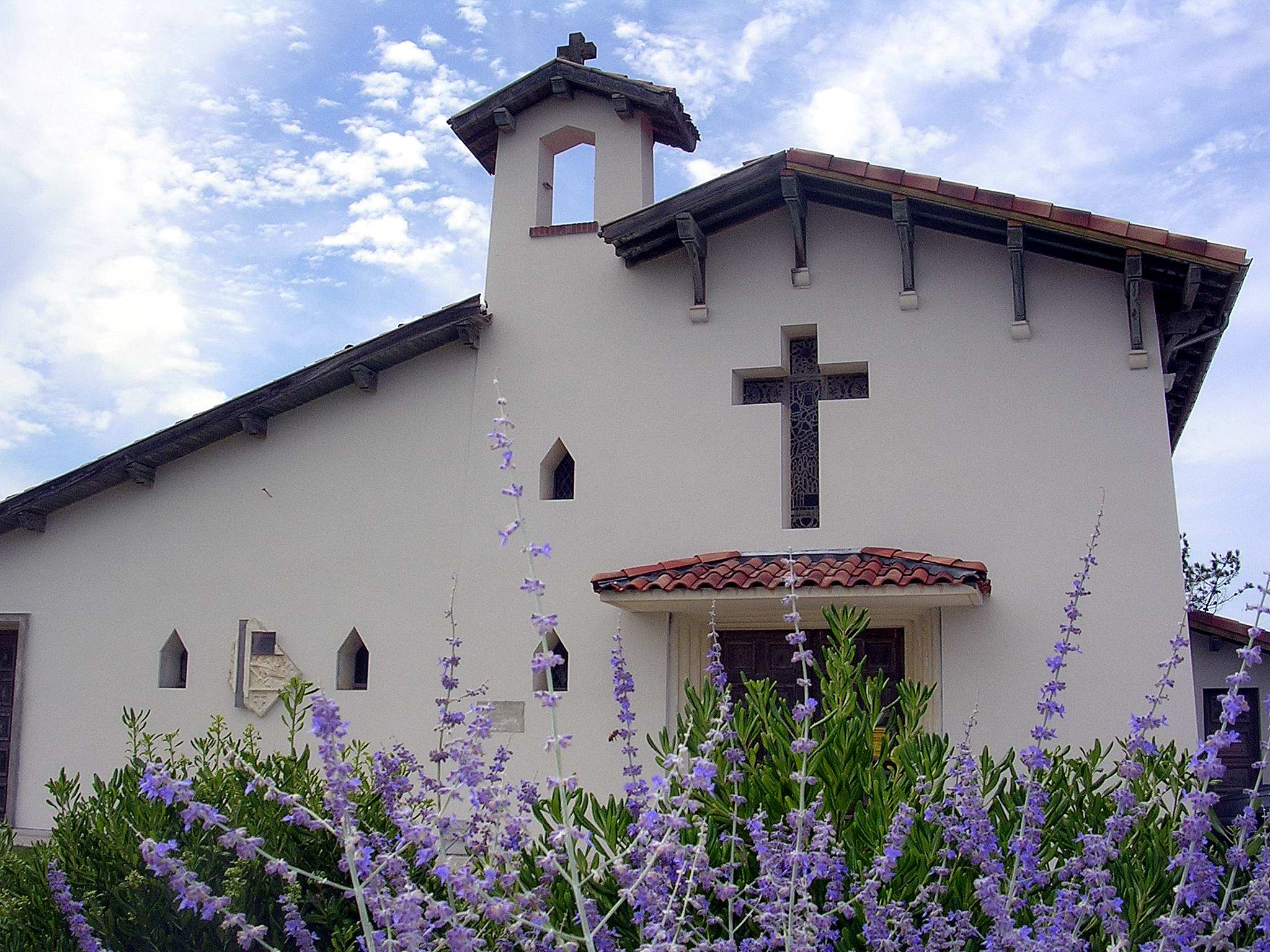
Capilla de Contis

El Born tiene muchas fuentes llamadas «milagrosas»: San Jean-Baptiste de Bouricos, Santa Rosa o Arrose de Mézos, San Michel de Bias, San Barthélémy de Parentis, San Eutrope, Santa Clara de Saint-Paul en Born, San Roque, San Mommolin, San Galactorio, Santa Rufina de Aureilhan, Santa Magdalena de Contis, etc.

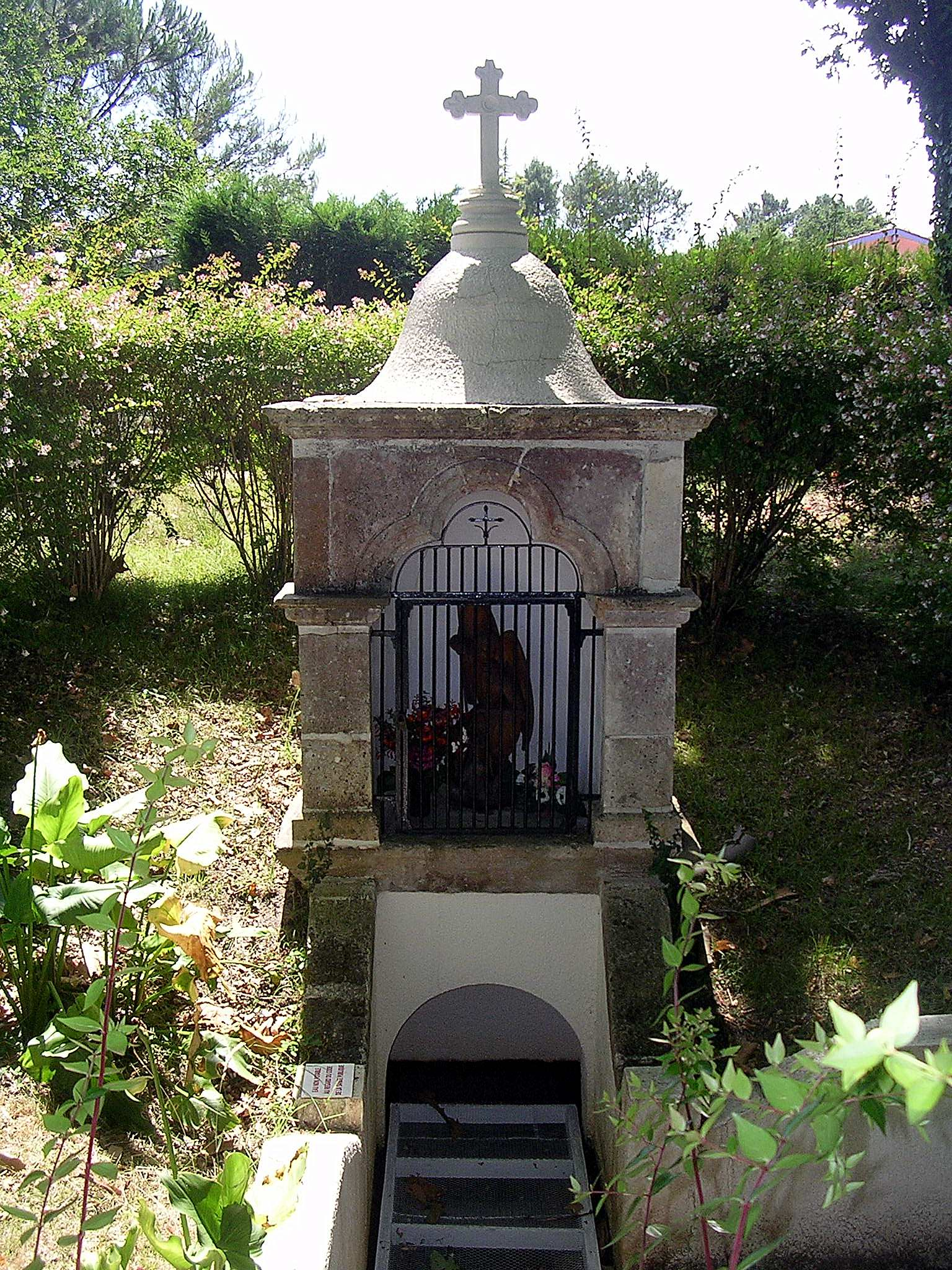
Fuente de Saint-Michel de Bias
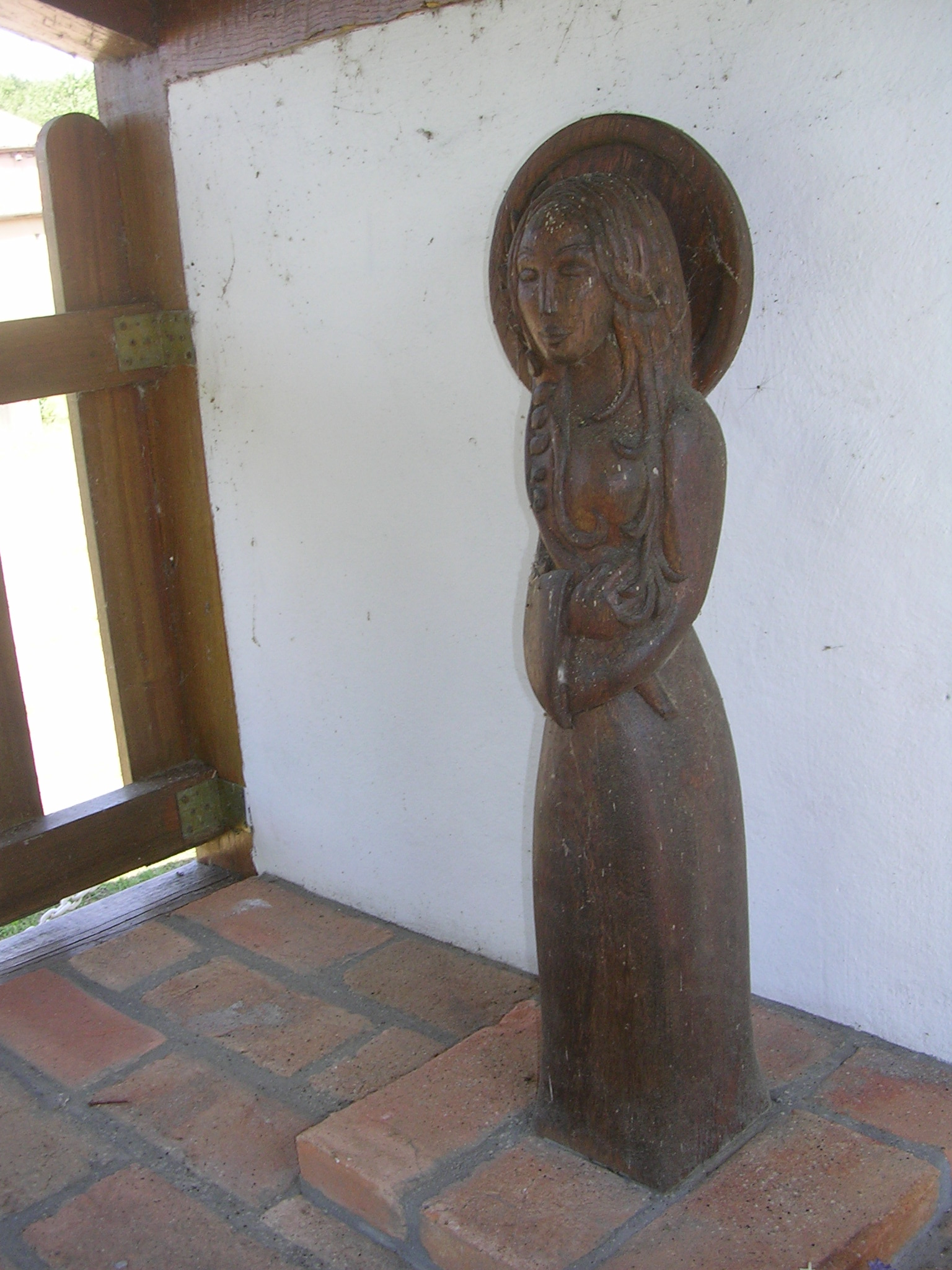
Manantial de Sainte-Ruffine d'Aureilhan
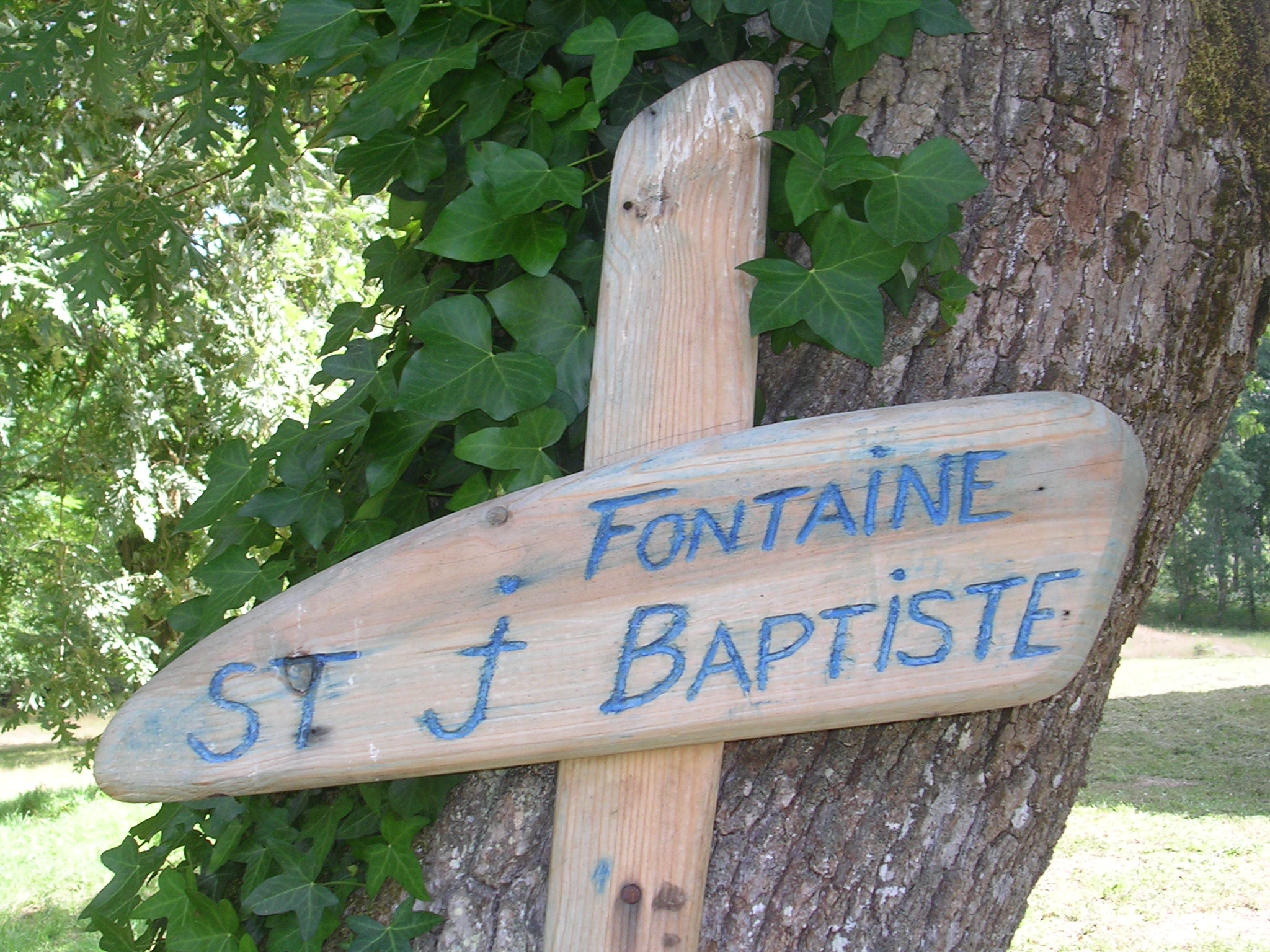
Fuente de Saint-Jean-Baptiste de Bouricos

## Economía
Los yacimientos de hierro de alios fueron explotados hasta siglo XIX en la ferrería Pontenx y la ferrería Uza. La competencia con la ferrería de Brocas, la de Pissos o la de Ychoux estaba entonces en boga. Mientras el yacimiento declinaba, Pontenx-les-Forges seguía recibiendo en 1901 4.636 toneladas  de mineral del Périgord.
En cuanto a las esperanzas basadas en los hidroaviones de la compañía Latécoère, con base en Hourtiquets de 1930 a 1955, que partían hacia África y América, pertenecen ahora a la historia de los inicios de la aviación naval que se expone en un museo histórico dedicado a la hidroaviación.
A partir de 1954, se descubrió petróleo en Parentis-en-Born. Este será el depósito francés más grande jamás descubierto. Hoy, los pozos, aún operativos, producen 21.700 toneladas de crudo al año, el 11% de la producción nacional. Es hasta la fecha, el yacimiento más importante del territorio francés.
La resinación ha sido durante mucho tiempo una de las principales economías de esta región. La resina recolectada se destila para obtener trementina y colofonia. Los productos sintéticos y la competencia internacional se han llevado lo mejor de esta actividad. Poco a poco, los talleres de coníferas fueron cerrando sus puertas hasta el cierre definitivo de la última fábrica, Passicos de Parentis, a finales de los años 80.
Hoy en día, queda una producción forestal basada en la explotación del bosque de las Landas. Los puntos de venta industriales para la madera son:
- papel con la papelera del grupo Gascogne en Mimizan,
- carbón activo en Parentis-en-Born
- tarimas y maderas con los numerosos talleres y aserraderos del Born

Hoy, el paisaje natural y grandioso que ofrece esta región (océano, lagos y bosques) se ha beneficiado naturalmente del turismo de playa. Destacan dos balnearios más conocidos por los turistas, que han visto aumentar su demografía desde los años 60 gracias a esta actividad: Biscarrosse-Plage y Mimizan-Plage.
El sector agrícola es dinámico con la presencia de muchas producciones, zanahorias (Ychoux), espárragos, maíz, tomates y arándanos (Parentis) y ganadería.

## Patrimonio
- Pórtico del campanario de Mimizan, clasificado como monumento histórico y catalogado como Patrimonio de la Humanidad por la UNESCO.
- Iglesia de San Pedro de Parentis, Cristo y la Virgen y el Niño.
- Arena Roland Portalier construido en 1927.
- Camino de Soulac de la peregrinación de Santiago de Compostela.
- Château Woolsack, antiguo pabellón de caza construido en 1911 en Mimizan a orillas del lago Aureilhan por Hughes Richard Arthur Grosvenor (1879-1953), II duque de Westminster.
- Los bolardos de seguridad de Mimizan están catalogados como monumentos históricos.
- El faro de Contis es el único faro del 1 orden de la costa de las Landas.

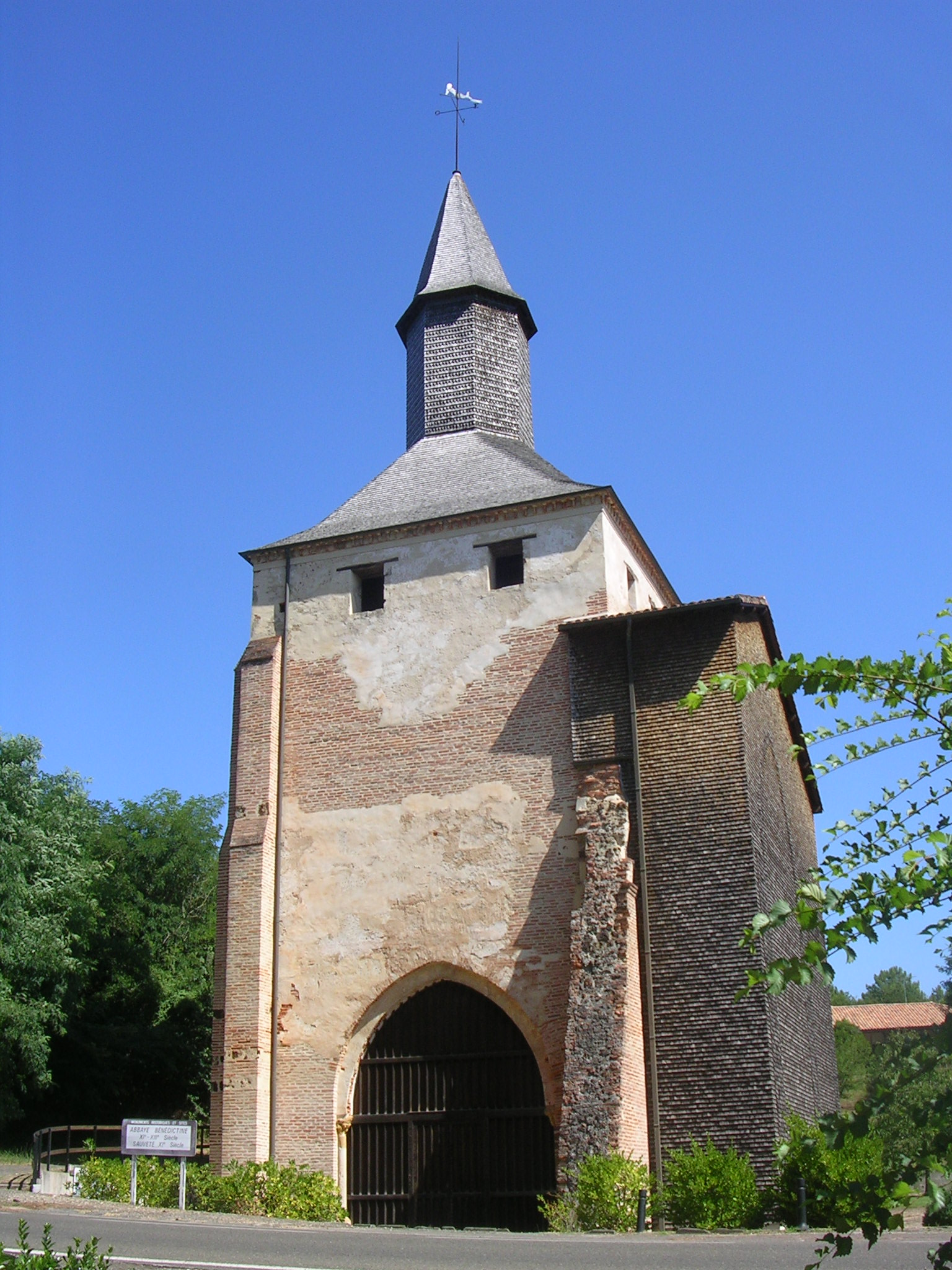
Pórtico del campanario de Mimizan
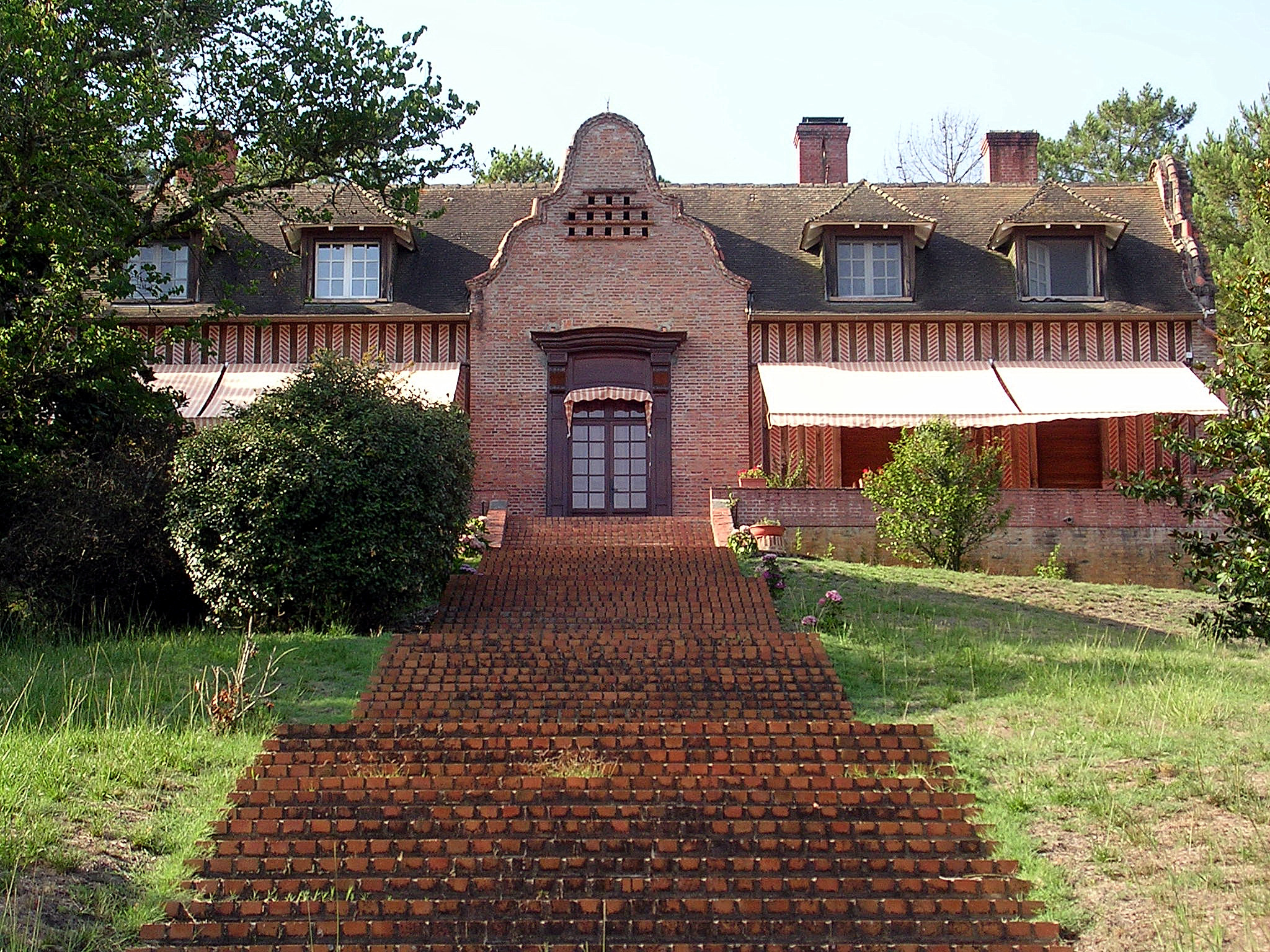
Woolsack
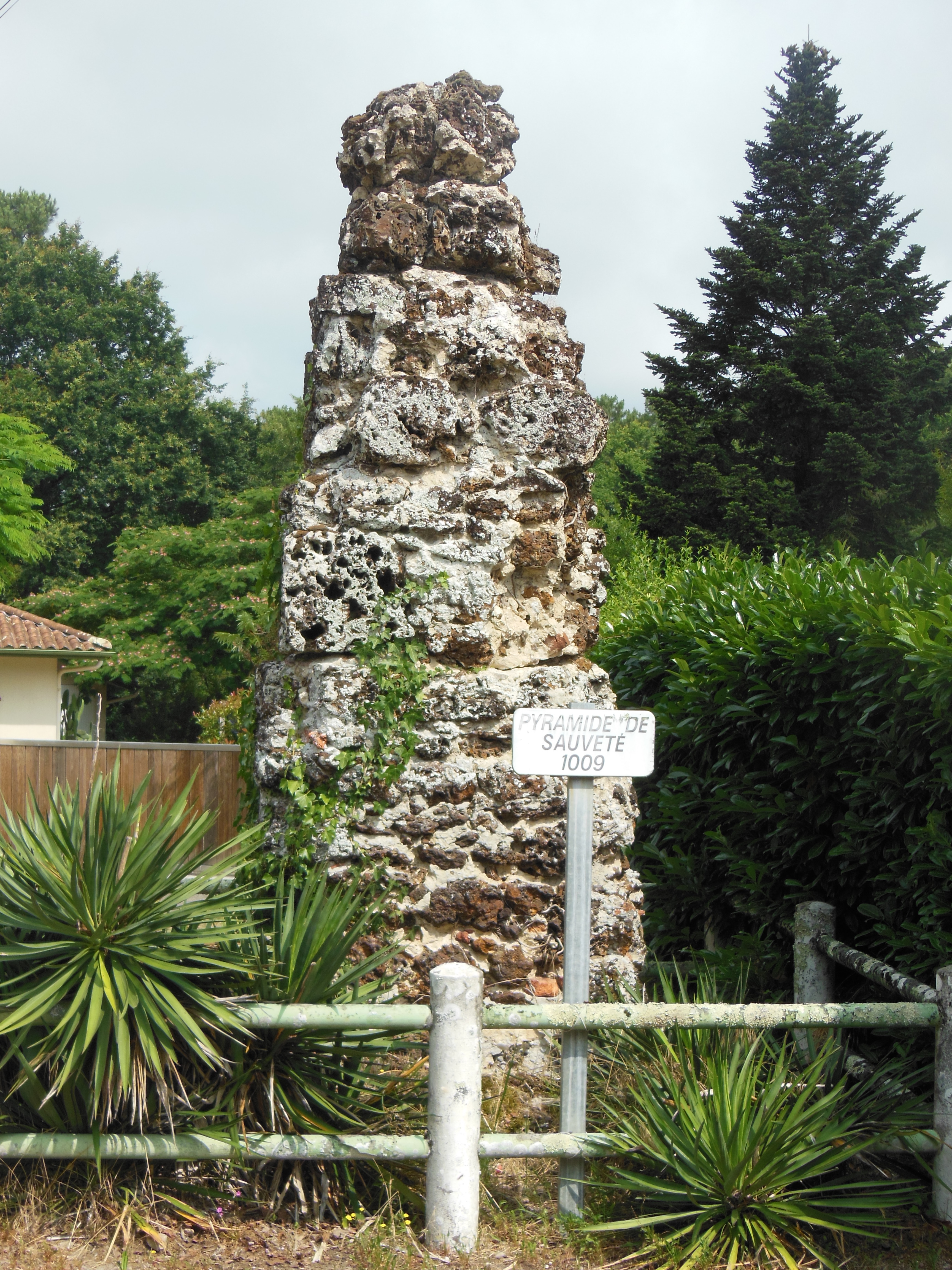
Mojón de sauveté
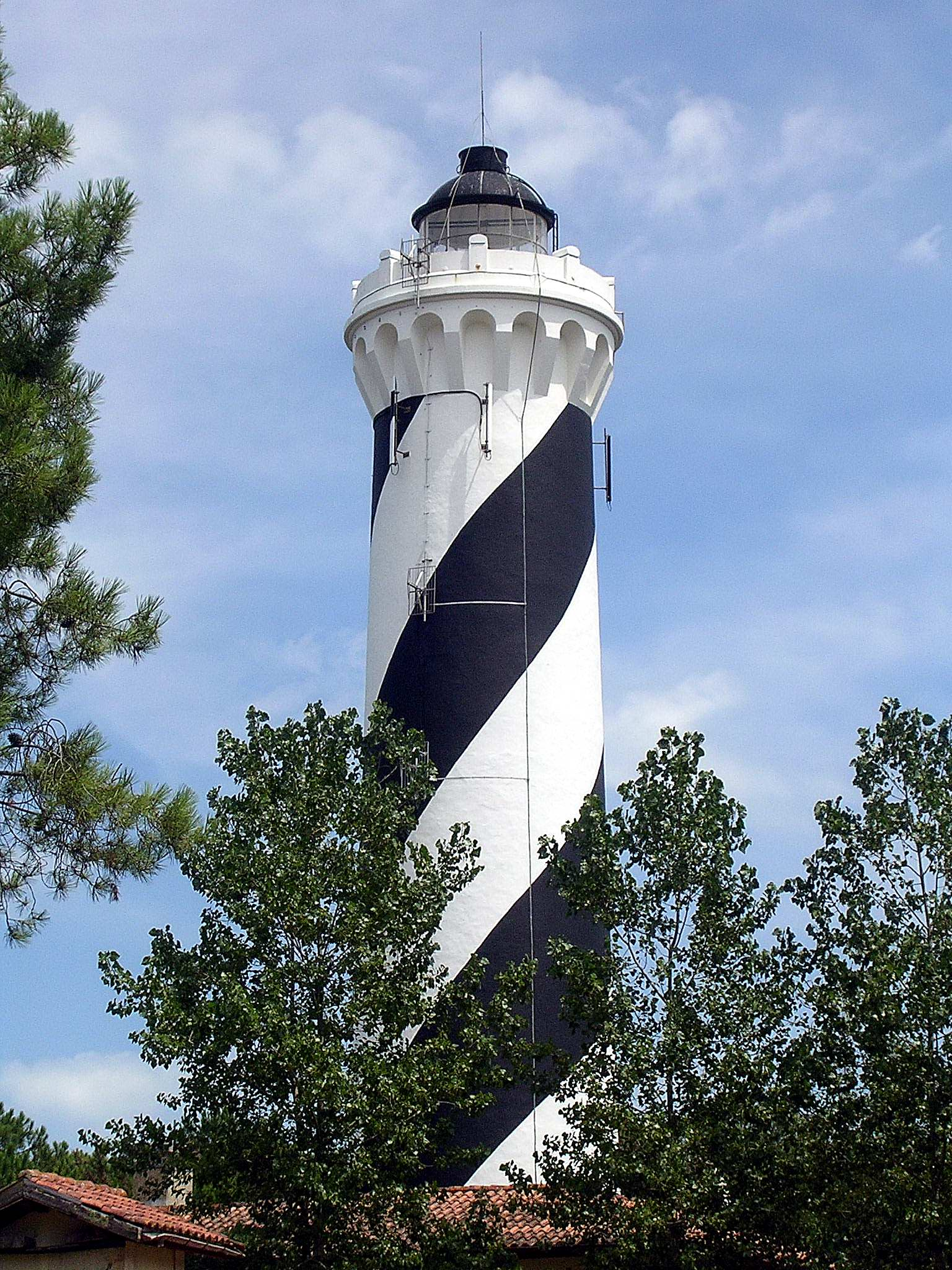
Faro de Contis
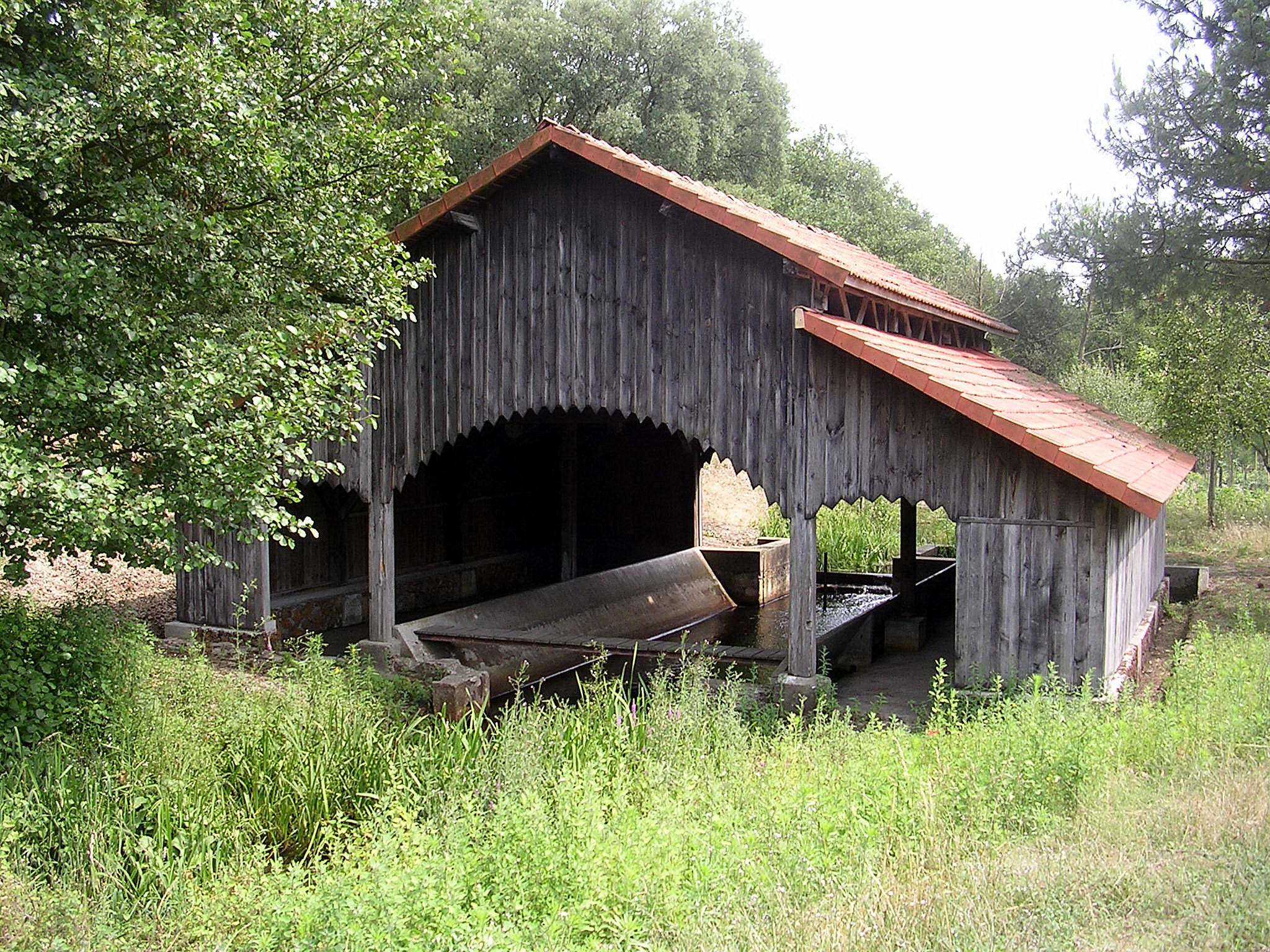
Lavadero gascón